# 白沙镇 (中牟县)
白沙镇是河南省郑东新区下辖的一个镇，古代该镇邻莆田大泽，大泽枯竭后而沙出，满地皆白色，因此而得名白沙。白沙镇位于郑州市市区和中牟县交界带。全镇总面积约为66平方千米。人口约为4万。

## 行政区划
白沙镇下辖以下地区：
白沙村、堤刘村、大陈村、小陈村、杜桥村、魏庄村、龙王庙村、李湖桥村、白坟村、高庄村、岗李村、大有庄村、南岗村、康庄村、大雍村、前程村、韩庄村、冉庄村、南寺村、袁庄村、刘申庄村、占李村、廿里铺村和后潘庄村。